# Stazione di Roccavaldina-Scala-Torregrotta
La stazione di Roccavaldina-Scala-Torregrotta era una fermata ferroviaria al servizio dei comuni di Torregrotta e Roccavaldina, posta sull'antico tracciato a binario unico della linea ferroviaria Palermo-Messina. Nel 2009 è stata sostituita dalla nuova stazione di Torregrotta.

## Storia
Entrata in funzione all'inizio del Novecento come assuntoria, «divenne il punto centrale dello smistamento del traffico passeggeri» nell'ambito del territorio comunale e «poté disporre di uno scalo merci di notevole importanza» per l'economia agricola locale. Nell'impianto arrivava infatti una grande quantità di prodotti della terra che, dopo essere stati caricati su carri merci, venivano trasferiti ai mercati di commercializzazione.

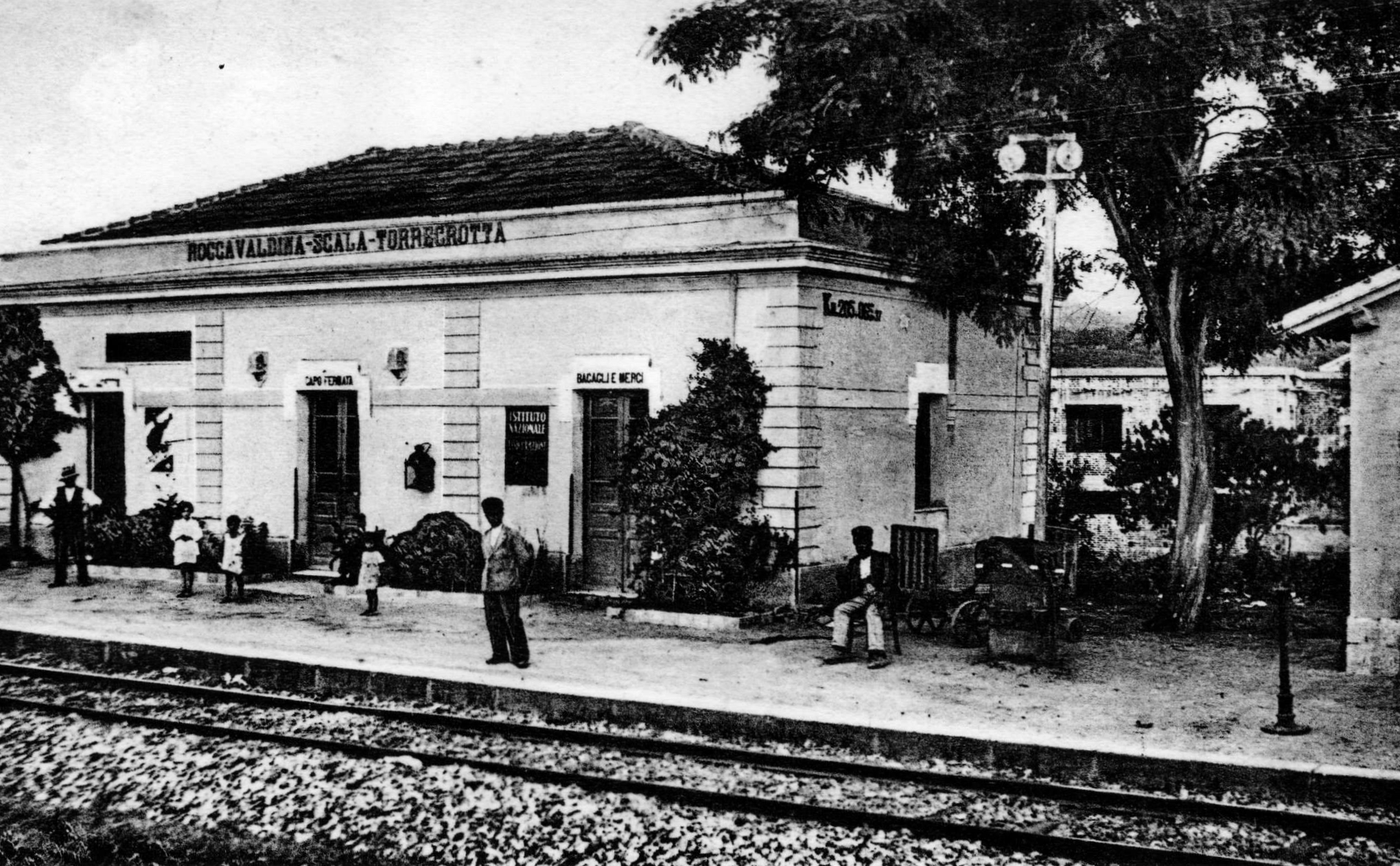
Il fabbricato viaggiatori nel 1912

Inizialmente la stazione si trovava sul territorio comunale di Roccavaldina. Quando, nel 1923, Torregrotta si affrancò da quest'ultima ottenendo l'autonomia amministrativa, gli impianti passarono sotto la giurisdizione amministrativa del nuovo comune contribuendo alla crescita economica della città. Tuttavia conservò la denominazione che rimase inalterata fino al giorno della definitiva chiusura.
Verso la fine degli anni ottanta del XX secolo iniziò la dismissione lo scalo merci e successivamente del fabbricato viaggiatori con i relativi servizi, trasformandola in una semplice fermata impresenziata per i treni regionali. L'infrastruttura venne definitivamente chiusa al servizio passeggeri il 9 agosto 2009, dopo oltre 100 anni di attività, e sostituita a novembre dello stesso anno dalla nuova stazione di Torregrotta.
Dal 2000, grazie alla concessione in locazione da parte di RFI, alcuni spazi all'interno dell'impianto sono utilizzati da associazioni locali di volontariato per scopi sociali.

## Strutture e impianti

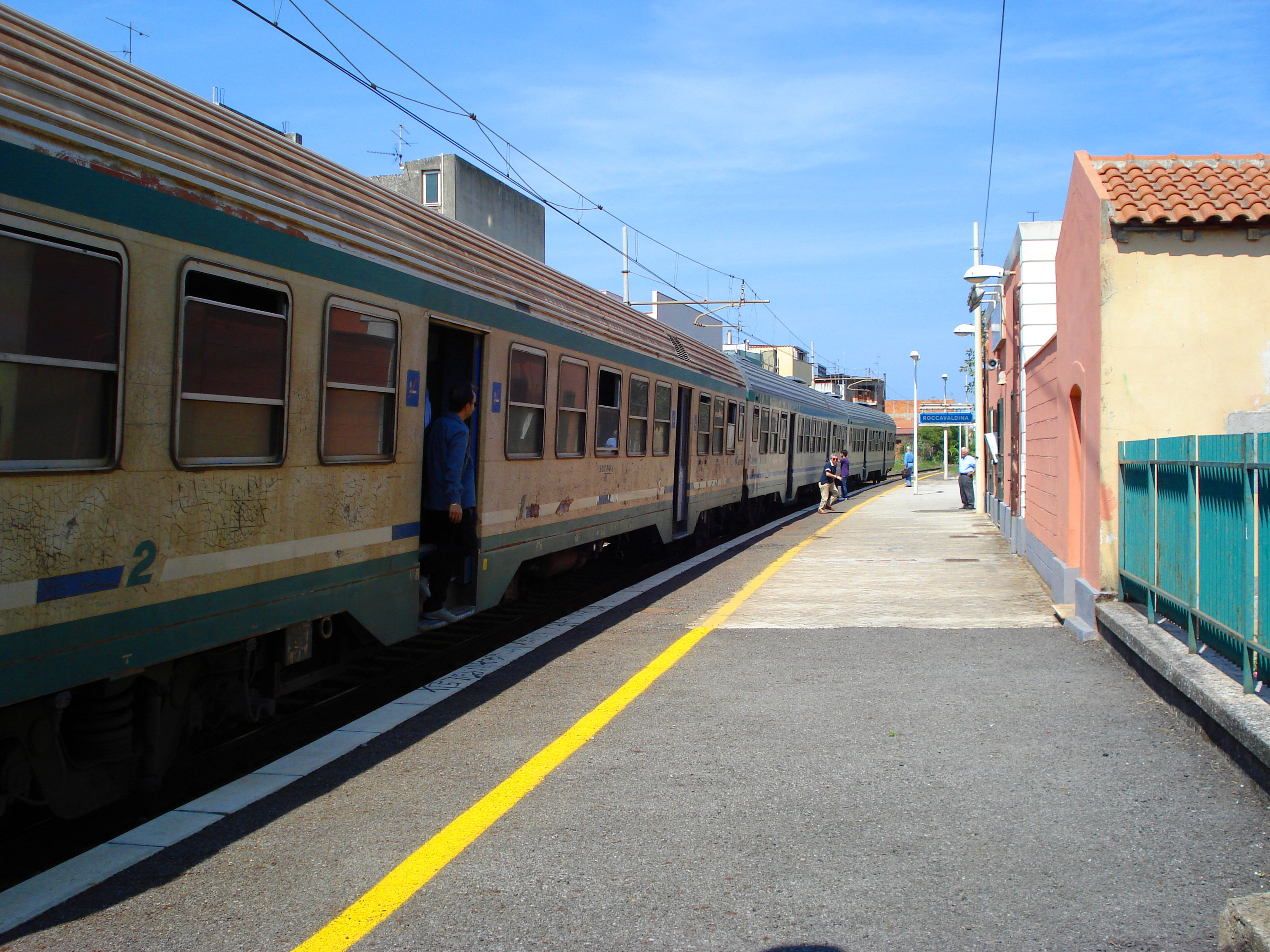
Treno regionale fermo in stazione

L'antica stazione di Roccavaldina-Scala-Torregrotta sorge 500 m circa più a nord della nuova stazione di Torregrotta, in Via XXI Ottobre, alla progressiva chilometrica 200+400 della vecchia linea ferroviaria Palermo-Messina (km 205+065 prima del 15 luglio 2007) e a brevissima distanza dalla SS113 (via Nazionale).
Il fascio binari era inizialmente costituito da un binario di marcia senza segnali fissi di protezione e da un binario tronco parallelo, collegato al primo da un deviatoio manuale, sostituito negli anni settanta del XX secolo da due deviatoi elettromeccanici. Questi ultimi erano manovrati in loco attraverso un piccolo banco ACE. Affiancato al binario tronco vi era il piano caricatore merci.
La stazione si componeva di un fabbricato viaggiatori, di un fabbricato servizi igienici, di una casa per l'assuntore e di un passaggio a livello manovrato manualmente. La linea ferrata, infatti, in prossimità dello scalo merci si intersecava con la Via XXI Ottobre. Alla fine degli anni settanta del XX secolo il passaggio a livello venne soppresso e fu costruito un sottopasso ferroviario che deviò di qualche decina di metri la sede stradale originaria.
Negli ultimi anni di esercizio la circolazione dei treni era gestita e controllata dalla sala controllo di Palermo tramite il Sistema di Comando e Controllo (SCC) di RFI e all'interno dell'impianto erano collocati gli arredi standard costituiti da pensiline metalliche lungo il marciapiedi, panchine, bacheca orari e obliteratrice.

## Servizi

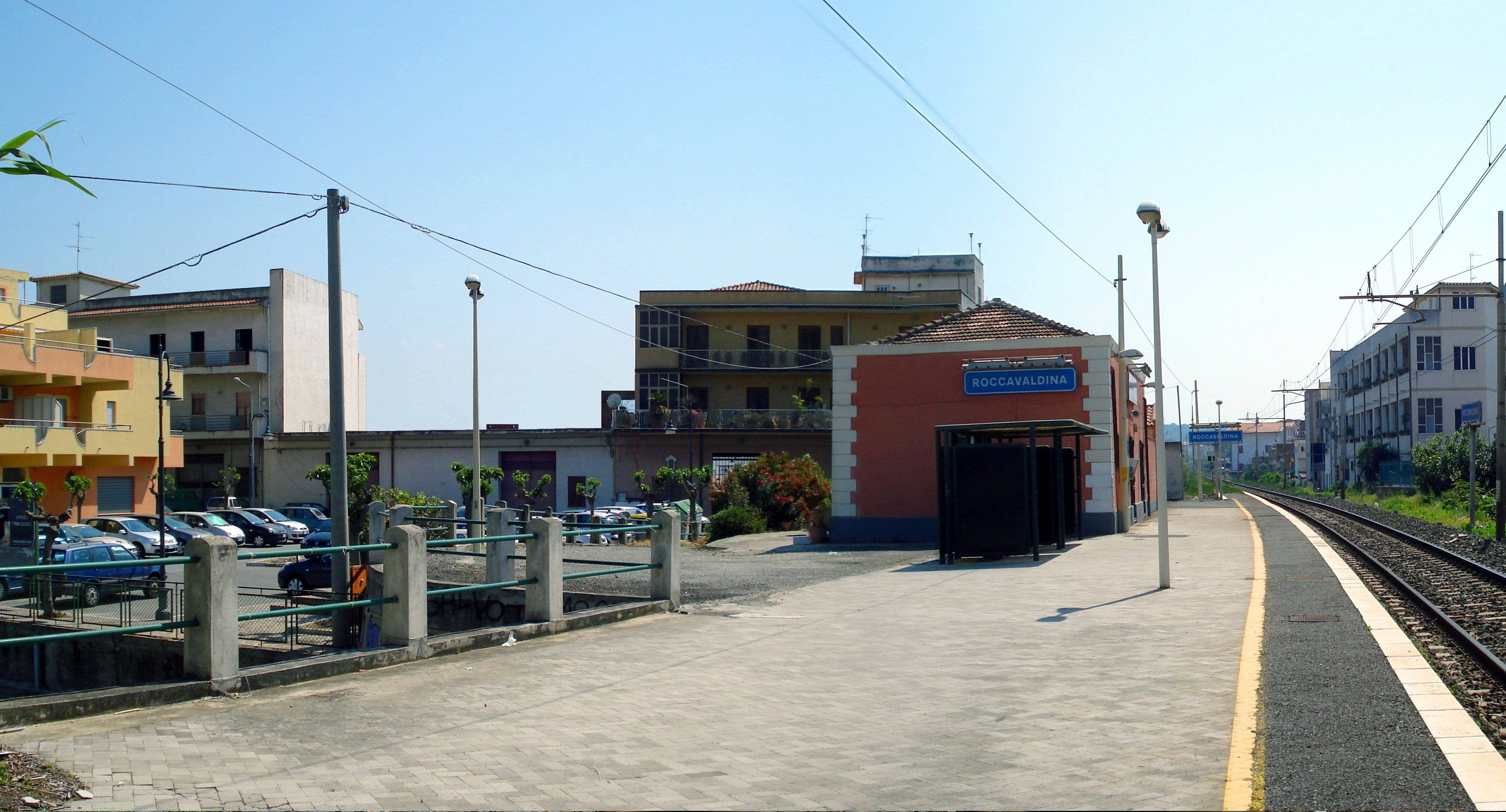
Veduta del fabbricato viaggiatori e del piazzale esterno

Prima della chiusura del fabbricato viaggiatori, l'impianto era dotato di diversi servizi: 
- Biglietteria a sportello
- Sala d'attesa
- Deposito bagagli con personale
- Servizi igienici

Con l'avvenuta trasformazione in fermata impresenziata, gli unici servizi attivi furono la diffusione sonora con le informazioni ai viaggiatori e il parcheggio auto esterno.

## Interscambi
Nei pressi del piazzale antistante effettuano fermata gli autobus extraurbani della linea da e per Monforte San Giorgio. Nella vicina via Nazionale si trova la fermata per tutti gli altri autobus extraurbani. Fino al 1928 era inoltre presente la fermata della tranvia extraurbana Messina-Barcellona Pozzo di Gotto.
- Fermata autobus
- Fermata tram (Torregrotta Scala, linea Messina-Barcellona Pozzo di Gotto)